# Suaeda corniculata
Suaeda corniculata là loài thực vật có hoa thuộc họ Dền. Loài này được (C.A.Mey.) Bunge miêu tả khoa học đầu tiên năm 1879.